# Česká Ves
Česká Ves là một làng thuộc huyện Jeseník, vùng Olomoucký, Cộng hòa Séc.